# بول أوتو
بول أوتو (بالألمانية: Paul Otto )‏ (و. 1878 – 1943 م) هو مخرج أفلام، وكاتب سيناريو، وممثل مسرحي، وممثل أفلام، وممثل من الإمبراطورية الألمانية، وجمهورية فايمار، وألمانيا النازية، ولد في برلين، توفي في برلين، عن عمر يناهز 65 عاماً.

## وصلات خارجية
- بول أوتو على موقع IMDb (الإنجليزية)
- بول أوتو على موقع ألو سيني (الفرنسية)
- بول أوتو على موقع أول موفي (الإنجليزية)
- بول أوتو على موقع قاعدة بيانات الأفلام السويدية (السويدية)
- بول أوتو على موقع قاعدة بيانات الفيلم (الإنجليزية)
- بول أوتو على موقع كينوبويسك (الروسية)